# Charles Winninger
Charles Winninger est un acteur américain né le 26 mai 1884 à Athens, Wisconsin (États-Unis), mort le 27 janvier 1969 à Palm Springs (États-Unis).

## Filmographie
- 1915 : Mister Flirt in Wrong
- 1915 : Lizzie's Shattered Dreams
- 1915 : The Doomed Groom : le Groom
- 1916 : A September Mourning : artiste
- 1924 : Calomnie (Pied Piper Malone) de Alfred E. Green : Louie, le barbier
- 1926 : The Canadian : Pop Tyson
- 1926 : Célibataires d'été (Summer Bachelors) de Allan Dwan : Preston Smith
- 1930 : Soup to Nuts : Otto Schmidt
- 1931 : L'Attaque de la caravane (Fighting Caravans) d'Otto Brower et David Burton : Marshal Marsh
- 1931 : The Bad Sister de Hobart Henley : Mr. Madison
- 1931 : Gun Smoke (en) de Edward Sloman : Tack Gillup
- 1931 : God's Gift to Women de Michael Curtiz : Mr. John Churchill
- 1931 : How I Play Golf by Bobby Jones, No. 2: Chip Shots : Golfer
- 1931 : L'Ange blanc (Night Nurse) de William A. Wellman : Dr. Arthur Bell
- 1931 : Children of Dreams (en) d'Alan Crosland : Dr. Joe Thompson
- 1931 : La Faute de Madelon Claudet (The Sin of Madelon Claudet) de Edgar Selwyn : M. Novella, le photographe
- 1931 : Flying High de Charles Reisner : Dr. Brown
- 1931 : Husband's Holiday : Mr. Reid
- 1934 : The Social Register : Jonesie
- 1936 : Show Boat de James Whale : Capitaine Andy Hawks
- 1936 : White Fang : Docteur McFane
- 1936 : Trois Jeunes Filles à la page (Three smarts girls) de Henry Koster : Judson Craig
- 1937 : Madame poursuit Monsieur (Woman Chases Man) de John G. Blystone : B.J. Nolan
- 1937 : Café métropole (Café Metropole) de Edward H. Griffith : Joseph Ridgeway
- 1937 : The Go Getter : Capitaine 'Cappy' Ricks
- 1937 : Brelan d'as (You Can't Have Everything) de Norman Taurog : Sam Gordon
- 1937 : La Joyeuse Suicidée  (Nothing Sacred) de William A. Wellman : Dr. Enoch Downer
- 1937 : Fifi peau de pêche (Every Day's a Holiday ) de A. Edward Sutherland : Van Reighle Van Pelter Van Doon
- 1937 : Millionnaire à crédit (You're a Sweetheart) de David Butler : Cherokee Charlie
- 1938 : Goodbye Broadway : Pat Malloy
- 1938 : Une enfant terrible (Hard to Get) de Ray Enright : Benjamin Richards
- 1939 : Les trois jeunes filles ont grandi (Three Smart Girls Grow Up) de Henry Koster : Judson Craig
- 1939 : Place au rythme (Babes in Arms) de Busby Berkeley : Joe Moran
- 1939 : Barricade (en) de Gregory Ratoff : Samuel J. Cady
- 1939 : Femme ou Démon (Destry Rides Again) de George Marshall : Washington Dimsdale
- 1940 : Petite et Charmante (If I Had My Way) de David Butler : Joe Johnson
- 1940 : My Love Came Back de Curtis Bernhardt : Julius Malette
- 1940 : Au-delà de demain (Beyond Tomorrow) de A. Edward Sutherland : Michael O'Brien
- 1940 : Little Nellie Kelly de Norman Taurog : Michael 'Mike' Noonan
- 1941 : L'Or du ciel (Pot o' Gold) de George Marshall : C.J. Haskell
- 1941 : La Danseuse des Folies Ziegfeld (Ziegfeld Girl) de Robert Z. Leonard : Ed 'Pop' Gallagher
- 1941 : The Get-Away d'Edward Buzzell : Docteur Josiah Glass
- 1941 : My Life with Caroline de Lewis Milestone : Mr. Bliss
- 1942 : Friendly Enemies d'Allan Dwan : Karl Pfeiffer
- 1943 : L'Île aux plaisirs (Coney Island) de Walter Lang : Finnigan
- 1943 : Liens éternels (Hers to Hold) de Frank Ryan : Judson Craig
- 1943 : La Fille et son cow-boy (A Lady Takes a Chance) de William A. Seiter : Waco
- 1943 : Obsessions (Flesh and Fantasy) de Julien Duvivier : Roi Lamarr
- 1944 : Broadway qui chante (Broadway Rhythm) de   Roy Del Ruth : Sam Demming
- 1944 : Sunday Dinner for a Soldier de Lloyd Bacon : Grand-père Osborne
- 1944 : La Belle de l'Alaska (Belle of the Yukon) de William A. Seiter : Pop Candless
- 1945 : La Foire aux illusions (State Fair) de Walter Lang : Abel Frake
- 1945 : She Wouldn't Say Yes : Docteur Lane
- 1946 : Le Retour à l'amour (Lover Come Back) de William A. Seiter : Pa Williams
- 1947 : Living in a Big Way de Gregory La Cava : D. Rutherford Morgan
- 1947 : Chansons dans le vent (Something in the Wind) : oncle Chester Read
- 1948 : The Inside Story d'Allan Dwan : oncle Ed
- 1948 : Broadway mon amour (Give My Regards to Broadwa) de Lloyd Bacon : Albert Norwick
- 1950 : Les Cinq Gosses d'oncle Johnny (Father Is a Bachelor) d'Abby Berlin (en) et Norman Foster : Professeur Mordecai Ford
- 1953 : Le Sillage de la mort (Torpedo Alley) de Lew Landers : Oliver J. Peabody
- 1953 : A Perilous Journey de R. G. Springsteen : Capitaine Eph Allan
- 1953 : Le soleil brille pour tout le monde (The Sun Shines Bright) de John Ford : Juge William Pittman Priest
- 1953 : Champ for a Day : Pa Karlsen
- 1955 : Las Vegas Shakedown : Ernest 'Ernie' Raff
- 1956 : The Charles Farrell Show (série TV) : Dad Farrell
- 1960 : Raymie : R.J. Parsons
- 1960 : The Miracle of the White Reindeer : Père Noël